# Traktaty welawsko-bydgoskie
Traktaty welawsko-bydgoskie – dwa traktaty pomiędzy Rzeczpospolitą a Prusami Książęcymi z 1657, których głównym postanowieniem było zerwanie zależności lennych i uzyskanie suwerenności dynastii Hohenzollernów w Księstwie Pruskim. Polska utraciła wpływ na politykę Prus i oddała w lenno ziemię lęborsko-bytowską.
Na mocy traktatu, uzgodnionego ostatecznie 19 września w Welawie, a podpisanego 5 listopada i zaprzysiężonego 6 listopada 1657 przed kościołem jezuickim w Bydgoszczy:
- Fryderyk Wilhelm i jego potomkowie w linii męskiej uzyskali suwerenność w Prusach Książęcych, zrywając tym samym zależność lenną od Królestwa Polskiego,
- jedynym śladem dawnej zależności Prus Książęcych od Polski miało być odtąd składanie przez stany pruskie hołdu królowi polskiemu i Rzeczypospolitej (łac. homagium eventuale) w momencie obejmowania władzy przez nowego księcia w Prusach[2],
- po wymarciu męskiej linii Hohenzollernów Prusy Książęce miały wrócić do Królestwa[3],
- elektor zawierał z Polską wieczyste przymierze na korzystnych dla siebie warunkach oraz przymierze wojskowe przeciwko Szwecji,
- elektor uzyskał Drahim tytułem zastawu, ziemię lęborsko-bytowską (z miastami Lębork i Bytów) jako lenno oraz wciąż będący w rękach szwedzkich Elbląg na własność pod warunkiem, że uda mu się go zdobyć własnymi siłami z zastrzeżeniem prawa wykupu dla Korony oraz wpłaty 400 tysięcy talarów. Ostatecznie elektorowi nie udało się zdobyć Elbląga.

Traktaty zaaprobowane przez Sejm w 1658 potwierdzał potem pokój oliwski z 1660 kończący potop szwedzki.